# Saint Mary's College (Trinidad e Tobago)
Il Saint Mary's College, noto anche con l'acronimo CIC (College of the Immaculate Conception) è un college privato maschile di ispirazione cattolica, affiliato alla Congregazione dello Spirito Santo. La sede si trova nella città di Port of Spain, Trinidad and Tobago. 

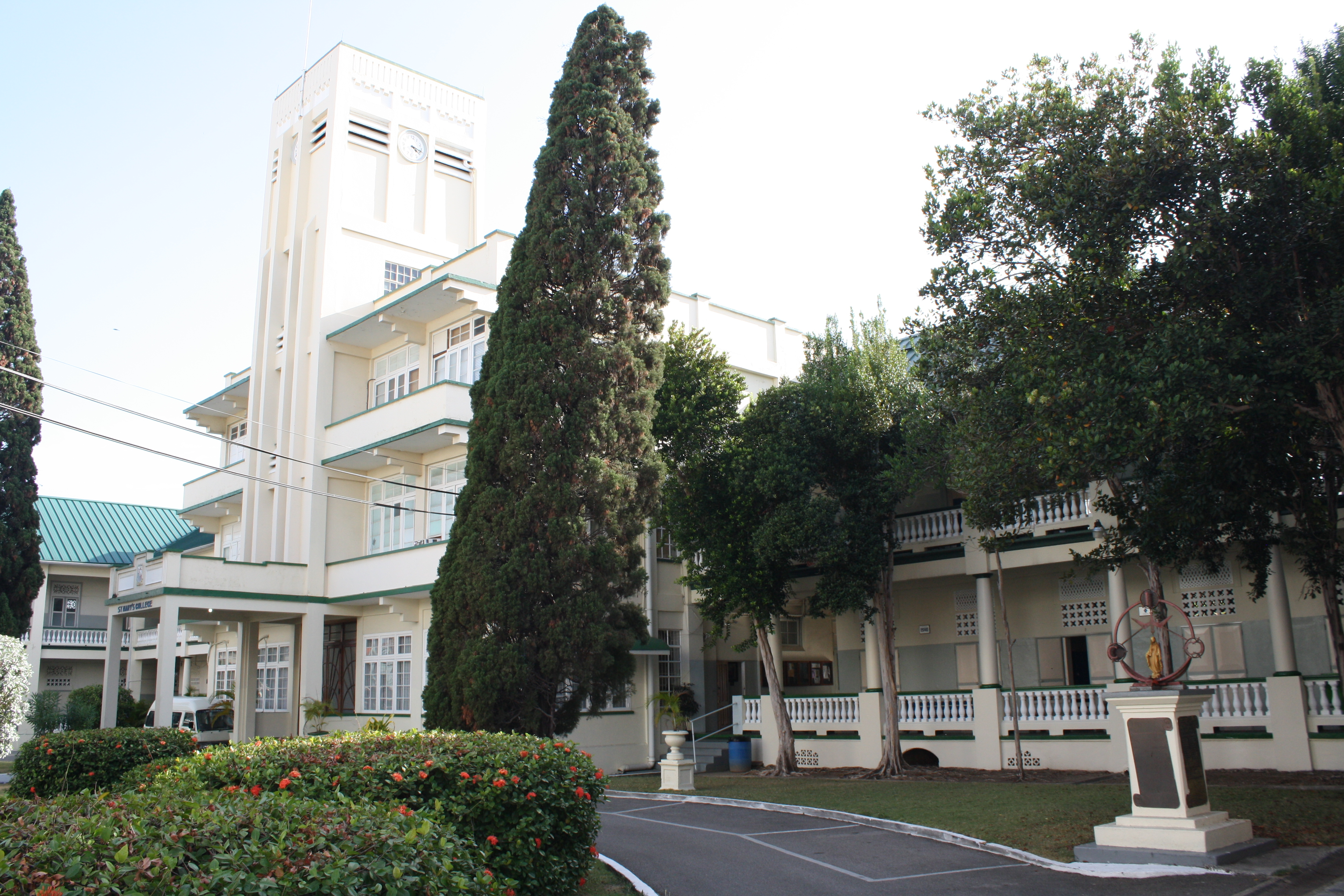
Foto della sede principale del St. Mary's College

Fondato il 1º agosto 1863 con pochissimi studenti, attualmente ospita circa 1.200 studenti.

## Alumni celebri
- Ellis Achong - Giocatore di cricket
- John Alcindor - Medico ed attivista politico nel movimento panafricano
- Sir Ellis Clarke - Primo Presidente di Trinidad and Tobago
- Wayne A. I. Frederick - Presidente della Howard University di Washington
- Shaka Hislop - Calciatore del Newcastle United Football Club
- John La Rose - Scrittore ed attivista politico, fondatore della Casa Editrice New Beacon Books
- Quintin O'Connor - Sindacalista ed attivista politico
- Eugene Chen - Avvocato e Ministro degli Esteri nel Kuomintang di Sun Yat-sen